# 吉田节子
吉田节子（1942年11月4日—2014年10月26日），愛知縣出身，是一名日本前排球运动员。她在1968年夏季奥林匹克运动会中，参加了女子排球比赛并获得银牌。她也参加了1962年亚洲运动会，获得金牌。niga